# Yuhina occipitalis
Yuhina occipitalis là một loài chim trong họ Zosteropidae.
Loài chim này được tìm thấy dọc theo các phần phía bắc của tiểu lục địa Ấn Độ, chủ yếu ở dãy Himalaya phía đông và nằm ngang qua Bhutan, Ấn Độ, Tây Tạng, Myanmar và Nepal. Môi trường sống tự nhiên của chúng là rừng ẩm vùng đất thấp nhiệt đới hoặc cận nhiệt đới.